# Villa Melzi

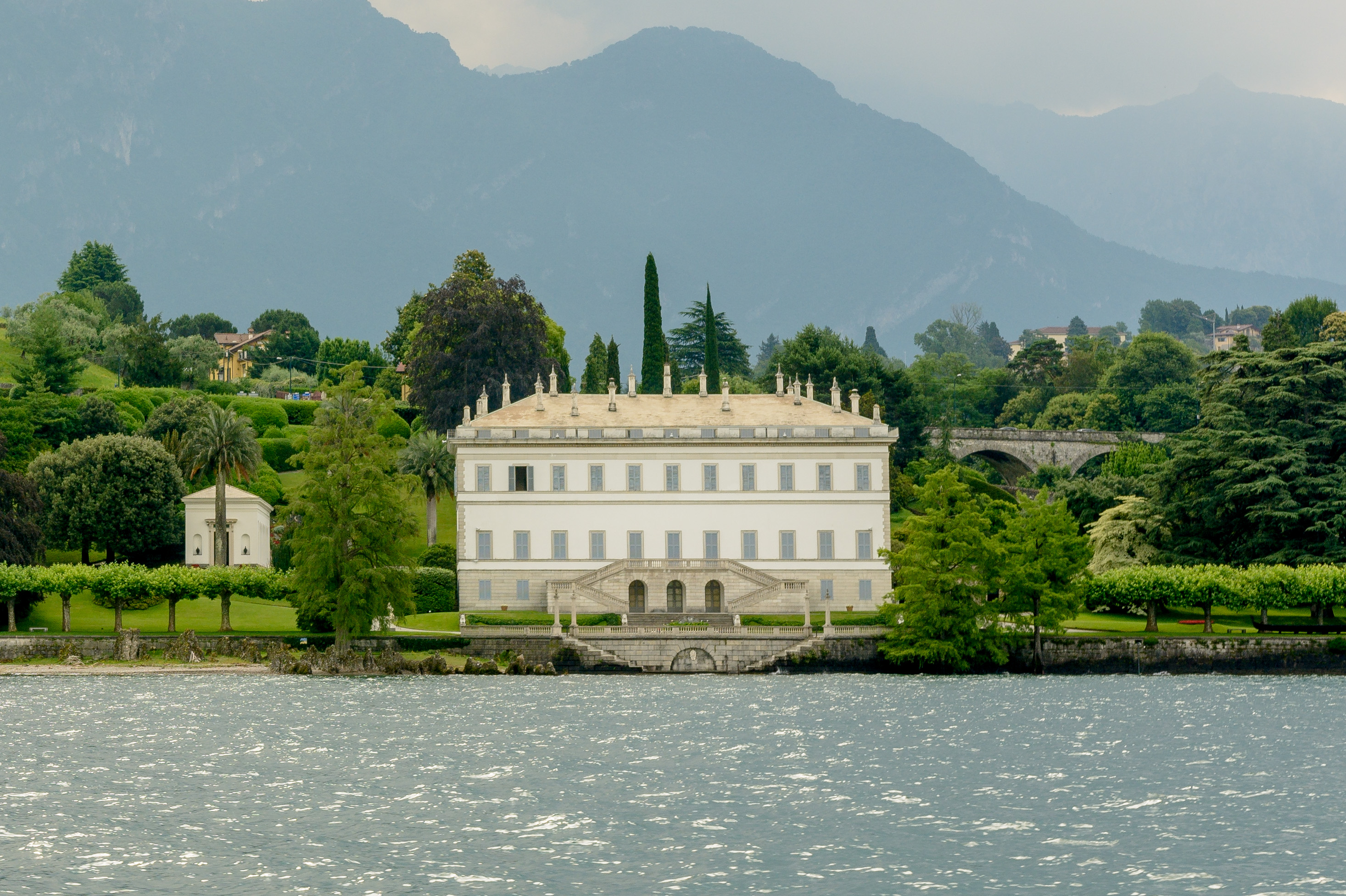
Villa Melzi am Comer See

Die Villa Melzi ist eine Villa mit Garten in Bellagio in Italien.
Die klassizistische Villa wurde im Auftrag von Francesco Melzi d’Eril, dem Vizepräsidenten der von Napoleon gegründeten Italienischen Republik (1802–1805), in den Jahren 1808–1810 vom Architekten Giocondo Albertolli erbaut. Sie liegt inmitten einer beeindruckenden Gartenanlage am Eingang von Bellagio direkt am Comer See.
Der Garten wurde von Luigi Canonica und Luigi Villoresi gestaltet.
Im Museum in der Orangerie neben der Villa sind Kunstwerke, napoleonische Erinnerungsstücke, Renaissance-Fresken und archäologische Funde zu besichtigen. In der neuklassizistischen Kapelle befinden sich die Grabstätten von Francesco Melzi d’Eril (Herzog von Lodi) und von Herzog Tommaso Gallarati Scotti. Die Villa Melzi ging über Donna Maria Luisa Melzi d’Eril auf ihren Sohn Tommaso Gallarati Scotti, Principe di Molfetta (1878–1966) über, dessen Nachkommen aus der Familie Gallarati Scotti sie noch gehört.

## Weblinks

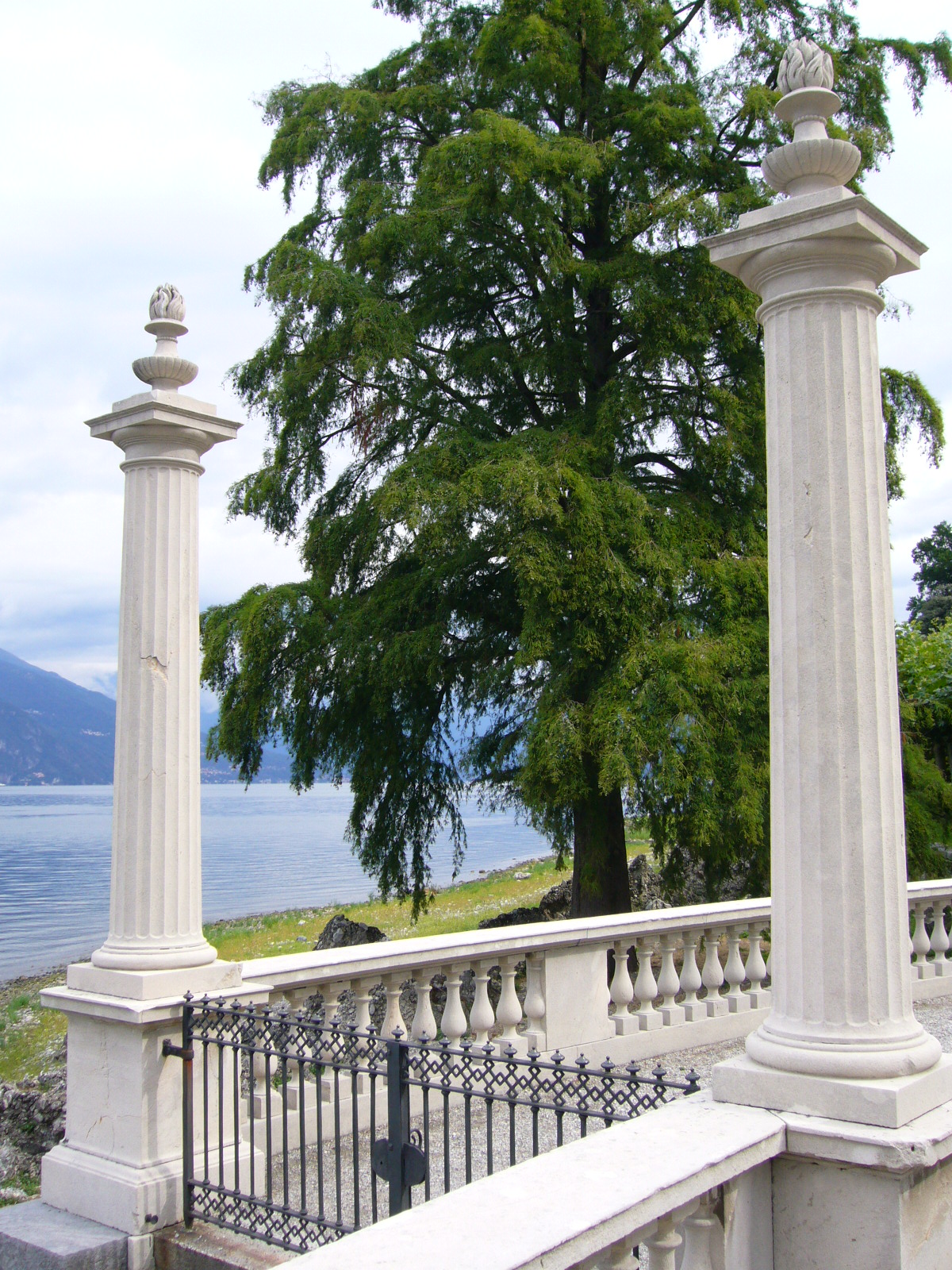
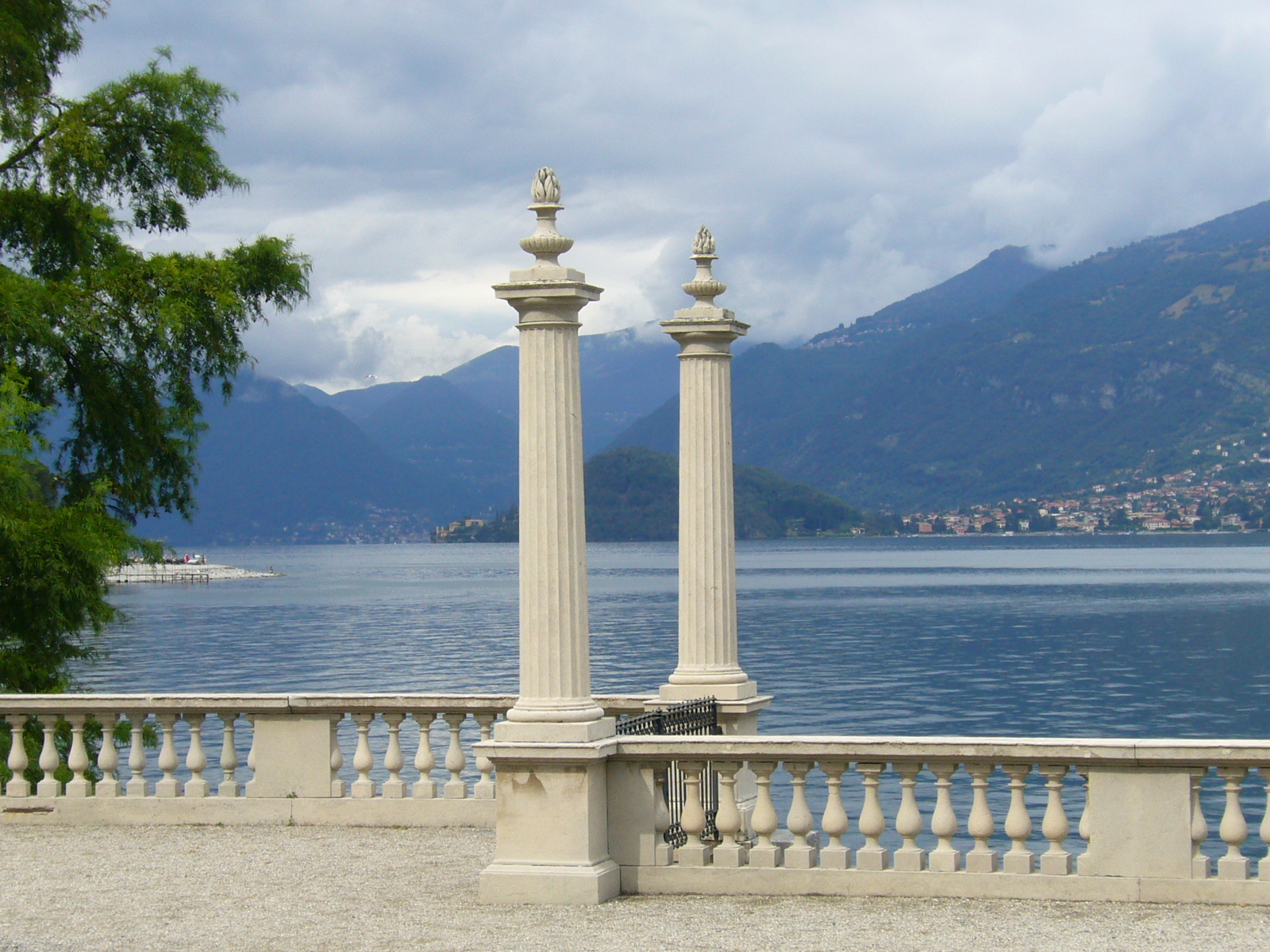
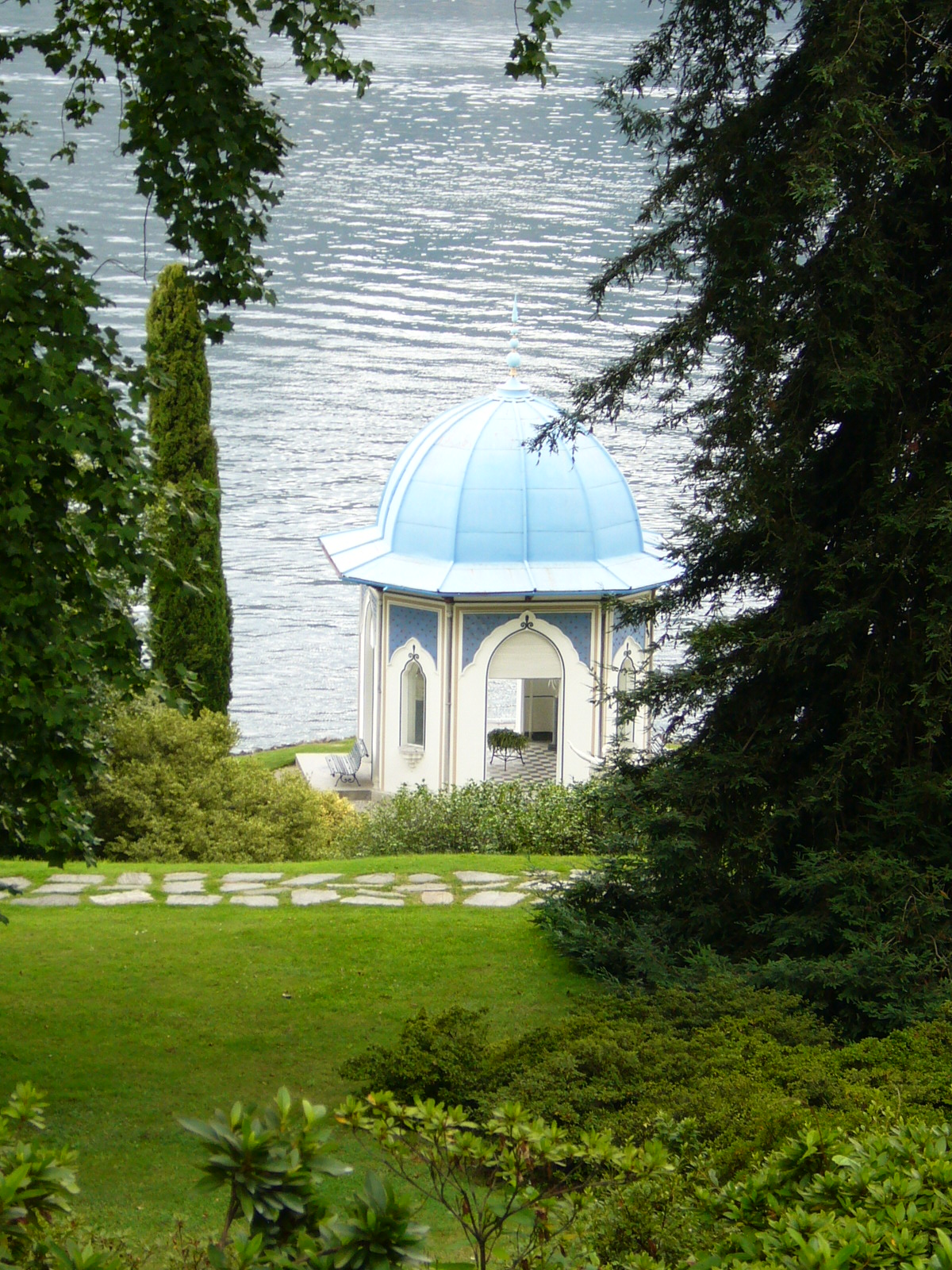
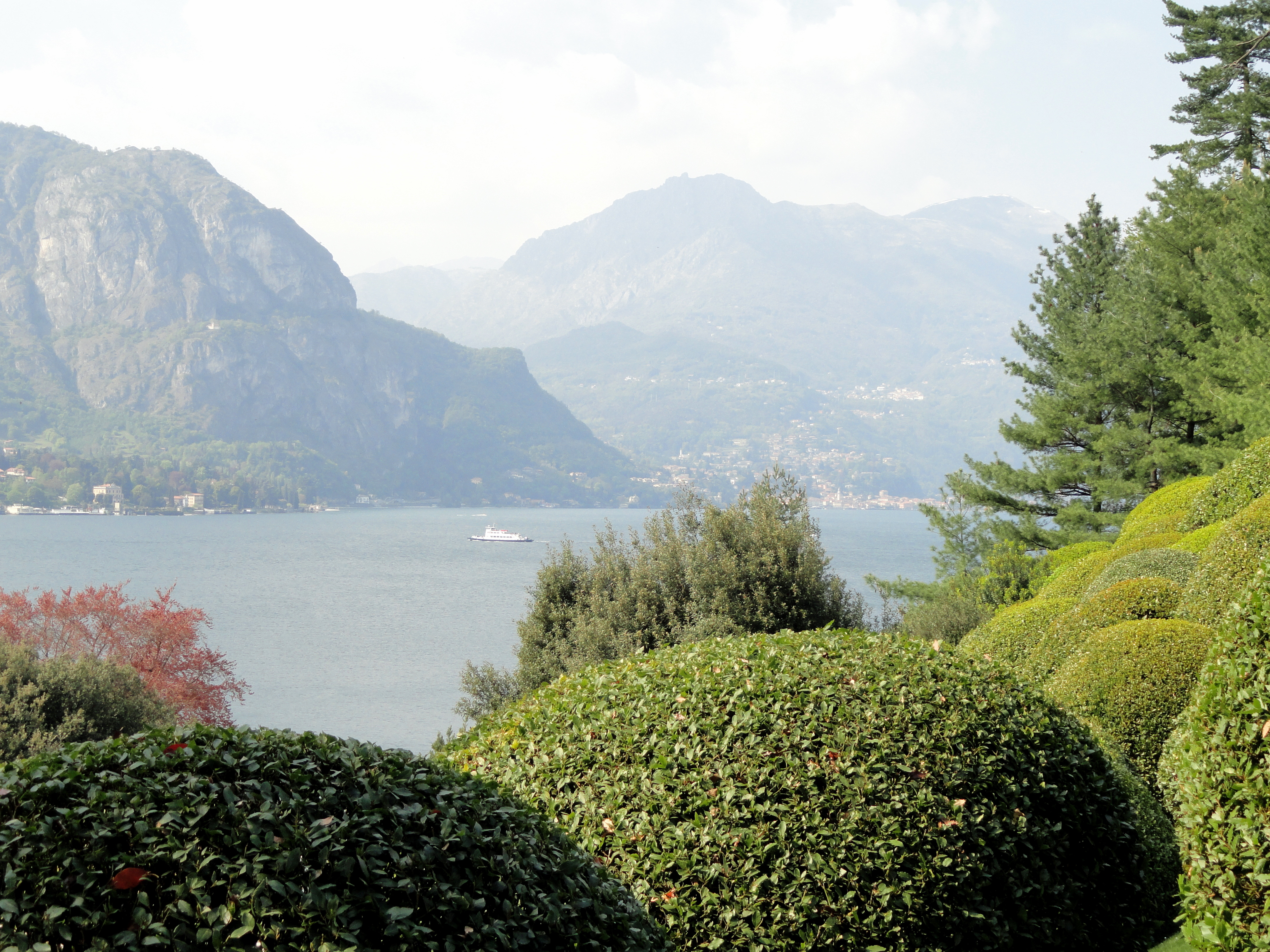